# 御童カズヒコ
御童 カズヒコ（みどう カズヒコ、本名非公表。1961年12月17日 - 2024年9月4日）は、日本の漫画家。

## 経歴
静岡県伊東市生まれ、宮城県仙台市育ち。父親は全日本硬式空手道連盟第2代会長も務めた空手家の千葉拳二郎（剛武舘）であり、非常に厳格な家庭に育つ。東北学院高等学校在学中から友人とフジオ・カズヒコ名義で漫画を書き始め、東京デザイナー学院中退後の1981年、『少年ビッグコミック』（小学館）にて『らんちきDAY by DAY』でデビュー。1982年にコンビを解消し、ペンネームを「御童カズヒコ」とし、『少年ビッグコミック増刊号』にて『かってにシティー』で再デビュー。1985年から1986年にかけて「らじかるDreamin」を連載する。
1987年から児童誌『コミックボンボン』（講談社）をホームグラウンドに「にくったらシェリフ」などの漫画を連載。その後はゲーム誌や4コマ漫画誌、ロリコン誌でも作品を発表。児童誌『コミックボンボン』とロリコン誌『アリスクラブ』（コアマガジン）でペンネームを変えずに並行連載していたが1998年、アリスクラブでの連載の方は諸般の事情からペンネームを須王マンボの介に変更している。
2004年、『ウルトラ忍法帖シリーズ』で第28回講談社漫画賞児童部門を受賞。お気に入りキャラは犯鈍(パンドン)と屁゜喝嵯(ペガッサ星人)との事である。
2024年10月10日、妻によって御童の公式Xアカウントが更新され、9月4日に食道癌の闘病の末に死去したことが報告された。62歳没。

## 人物
ペンネームの「御童」は、永井豪作のガクエン退屈男等に登場するキャラクター・身堂竜馬に由来している。「みどう」の部分を当時好きだった御厨さと美の「御」と宇崎竜童の「童」に置き換えた。なお、カズヒコは本名。

## 作品
- かってにシティー（1982年。小学館・少年ビッグコミック増刊号掲載。講談社刊『愛いただきます!!』に収録）
- 恋はグーチョキパー（1983年。講談社・月刊マガジンSPECIAL連載。講談社・MY BOOK KC全2巻、未収録話あり。未収録分は同社刊『らじかるDreamin'』第5巻に収録）
- らじかるDreamin’（1985年。講談社・週刊少年マガジン連載。講談社・少年マガジンコミックス全5巻）
- 愛いただきます!!（1986年。講談社・週刊少年マガジン連載。講談社・少年マガジンコミックス全1巻）
- あくまでデブル（1986年。講談社・月刊マガジンSPECIAL連載。講談社・少年マガジンコミックス全1巻）
- にくったらシェリフ（1987年。講談社・月刊コミックボンボン連載。日本文華社・BUNKA COMICS全4巻）
- 元祖温泉ガッパドンバ（1989年。講談社・月刊コミックボンボン連載。講談社・コミックスボンボン全3巻、未収録話あり。後に復刊ドットコムから『完全版 元祖温泉ガッパドンバ』として全2巻）
- 温泉ガッパドンバ カパランテ伝説（1990年。講談社・月刊デラックスボンボン連載。講談社・コミックスボンボン全3巻、未収録話あり）
- ウルトラ忍法帖シリーズ
  - 疾風 ウルトラ忍法帖（1992年。全5巻）
  - ウルトラ忍法帖 寿（全5巻）
  - ウルトラ忍法帖 超（全4巻）
  - ウルトラ忍法帖 輝（2002年。講談社・月刊コミックボンボン連載。全2巻）
- ストII4コマ大行進（1994年。講談社・月刊デラックスボンボン掲載）
- ロックマン4コマ大行進（1994年。講談社・月刊デラックスボンボン掲載）
- 大貝獣物語（1994年。講談社・月刊デラックスボンボン連載。全1巻）
- ギャグギャグ大貝獣物語II（1996年。講談社・月刊デラックスボンボン連載）
- ごぞんじ!月光仮面くん（1999年。講談社・月刊コミックボンボン連載）
- 電光石火ニトロ（2001年。講談社・月刊コミックボンボン連載）
- B.B.D（2006年。講談社・月刊コミックボンボン連載）
- ま、いっか～カッパ君それなりの日常～（2007年）
- カラス天狗★ぴよ丸 ぴよっと参上!（2007年。講談社・月刊コミックボンボン2007年12月号掲載。電子書籍『御童カズヒコ短編集 ミカヅキ』に収録）
- ウサ探（2008年）
- 宇宙警察ミカヅキ（2009年。講談社・テレビマガジン2009年4月増刊・9月増刊テレまんがヒーローズ掲載。電子書籍『御童カズヒコ短編集 ミカヅキ』に収録。宇宙警察は「スペースポリス」と読む）
- ダメ天使 ズルチン（2009年。角川書店・ケロケロエース2009年10月号掲載。電子書籍『御童カズヒコ短編集 ミカヅキ』に収録）